# Treize Khushrenada
Treize Khushrenada (トレーズ クシュリナーダ Traice Kusrenada) es un personaje ficticio y antagonista del manga y anime, Gundam Wing, además de ser un personaje clave en los OVA de la misma serie, Endless Waltz, donde la trama gira, en gran medida en torno a su persona. Igualmente, aparece en el manga Gundam Episodio Zero, una precuela de la susodicha serie. Es un reconocido, condecorado y mítico militar, político, diplomático, estadista, aristócrata y noble, que ejerce como el Comandante en Jefe y fundador de la Organización del Zodiaco (OZ), además de alcanzar a ser Dictador de la Tierra y Líder de la Colonias.

Treize es uno de los personajes más complejos de la serie dado que posee las características de un carismático líder, elegante, honorable y caballeroso aristócrata, mientras que al mismo tiempo también es capaz de ser un tiránico dictador. Es calmado, calculador, estratega y manipulador.

Como líder y miembro fundador de OZ (Organización del Zodiaco), es la máxima autoridad militar y civil del mundo, durante la mayor parte de la serie. Igualmente pertenece a la Fundación Romefeller y fue parte del  Consejo General de la Alianza de la Esfera Terrestre, hasta su destrucción, causada y planeada por él mismo. En el punto culminante de la serie, Treize también llega a ejercer como Representante en Jefe de la Fundación Romefeller, lo cual unido a todos sus demás cargos y posiciones, lo convierte en el Líder Absoluto de la Esfera Terrestre, siendo uno de los pocos villanos en la Saga de Gundam que ha materializado el objetivo de la Dominación Global.

Treize, es, literalmente, la representación misma de la guerra a lo largo de la serie. De por sí, el afirma y mantiene que la guerra se halla en la naturaleza del hombre, en consecuencia es inevitable y hasta honorable si es llevada a cabo de manera correcta y como tal, obra en función de ello.

La carrera de Treize comenzó con la fundación de OZ, tras lo cual su inminente ascenso lo llevó a alcanzar las más altas esferas del poder, desde donde impulsó la inmensa vastedad de planes militares y políticos con los cuales progresivamente infiltró a sus seguidores en la estructura de gobierno, a la par que se encargó de solidificar la posición de la Fundación Romefeller, consiguiendo, tras un golpe de estado, sumir bajo su dominio a toda la Esfera Terrestre.

Su esencia y visión acerca de la conflictividad humana y de la necesidad de los enfrentamientos entre los miembros de dicha raza, es precisamente el argumento central de la serie, al él posicionarse como la visión que defiende la grandeza del acto de la guerra y la postula como una expresión más de la competitividad propia del hombre, necesaria para el desarrollo de las sociedades. No obstante, hacia finales de la serie, tras un agudo proceso de reflexión, Treize decide que la supervivencia del más apto, no es un precepto universal, por lo cual, decide ponerle fin a la conflictividad humana y lo hace mediante la destrucción de todos los arsenales militares de la
galaxia, así como de los "Grandes Señores de la Guerra", incluyéndose el mismo.

## Personalidad
En la superficie Treize es frío y reservado, rara vez deja que sus emociones afloren. Él profesa amar la guerra, creyendo que cuando se realiza correctamente trae lo mejor de la humanidad. Expresa una conducta caballerosa y honorable propia de un aristócrata clásico creyendo que todo conflicto debe ser resuelto mediante combates particulares o duelos, en conclusión se puede afirmar que Treize es todo un caballero, conducta que contradice la crueldad de la que es capaz en la búsqueda de sus ambiciones.
Cuando se trata de obtener o mantener el poder, Treize muestra pocos escrúpulos, esto queda demostrado con varias de sus acciones tales como el caso en el planificó la destrucción de la Alianza de la Esfera Terrestre mediante los Gundam, al manipularlos para que creyeran que estaban aniquilando al alto mando de OZ, o el hecho de que iniciara un proceso de conquista mundial tras la destrucción de la susodicha alianza, para así controlar a todo el planeta tierra.
También es bien sabido que Treize ama a la Tierra con la misma firmeza como ama a la guerra, siendo capaz de incluso enfrentar sin titubear a su antiguo amigo Zechs Merquise, para entonces convertido en Milliardo Peacecraft, quien era el líder de la Organización Colmillo Blanco, la cual planeaba atacar a la Tierra.
Aunque no lo muestre con frecuencia Treize parece tener sentimientos después de todo, un ejemplo de ello es su amistad con Zechs Merquise, además parece tener un interés romántico hacia Lady Une.

## Habilidades
Treize es un extraordinario y carismático político y manipulador insuperable, capaz de aprovecharse de cualquier situación y de reaccionar correctamente ante cualquier imprevisto. Esto queda demostrado con la llegada de los Gundams a la Tierra al inicio de la serie, lo que demuestra que poseía conocimientos previos de éstos o que posee una capacidad inigualable para improvisar sobre la marcha. Además es un excelente y planificado estratega, cualidad que se evidencia en gran cantidad de ocasiones durante toda la serie. Nunca ha perdido batallas.
Respecto a sus habilidades físicas, Treize es excelente con las armas de fuego y con la lucha de sables, llegando a derrotar a Wufei en un duelo. También es excepcional en el diseño de Mobile Suits, siendo él quien creó el Epyon y modificó el II Talgeese según sus propias especificaciones.
Treize es un excelente piloto de Mobile Suits, muestra de ello es que el solo fue capaz de confrontar y ganarle a los nuevos Mobile Dolls, desarrollados por la Fundación Romefeller, durante una prueba usando solo un modelo Leo de Mobile Suit, esto de por sí es impresionante si tomamos en cuenta que estos modelos controlados a computadora vencieron a Dúo Maxwell y le causaron problemas a los demás pilotos Gundams. Sin embargo no es sino hasta los últimos capítulos donde Treize demuestra su verdadero potencial, cuando él, personalmente, comandó las tropas para defender a la tierra del ataque de la Organización Colmillo Blanco, ocasión en la que pilotó el II Talgeese (logrando usarlo con facilidad mientras que su amigo Zechs tardó bastante tiempo para lograrlo) y en la cual hizo frente con facilidad al ejército de Mobille Dolls de la susodicha organización, los cuales, de paso, habían sido modificados por Milliardo Peacecraft para batallar de forma perfectamente alineada. En esta ocasión también enfrentó a Wufei logrando equiparar y superar al piloto en cada maniobra que realizaba.

## Historia

### Inicios
Según los orígenes canónicos de Gundam Wing, establecidos en el manga correspondiente al denominado Episodio Zero, el cual explica los inicios de todos los personajes, se nos muestra a un joven Treize Khushrenada, que dispone del rango de capitán y es el principal instructor de la recién fundada rama de los Specials'' (que no es otra cosa que OZ infiltrada en los ejércitos terrestres). Treize hace gala de su personalidad al ofrecerse para realizar un contraataque riesgoso, defendiendo las bases de las fuerzas de la Esfera Terrestre en la Colonia X-18999, petición a la cual el General Septem, quien se encontraba al mando en el frente, accede, creyendo que un grupo de aristócratas liderados por un audaz joven, no están hechos para enfrentamientos serios y por tanto aspirando a darles una lección. No obstante Treize en compañía con una joven cadete, Lucrezia Noin, logra detener el avance enemigo, aunque queda severamente herido, tratando de salvarla. Siendo internado en el Hospital Barton, donde conoce a la enfermera Leia Barton, hija de Dekim Barton, fundador de dicho hospital.
Leia y Treize entablan lo que sería un noviazgo y de esta relación nacerá Mariemaia Khushrenada Barton, pero por motivos desconocidos, no llegaron a casarse y de hecho, Treize ignora el nacimiento de su hija pues en el futuro no hará ningún tipo de referencia a la misma (algo no acorde con el sentimentalismo característico del militar, por lo cual se deduce que en efecto esta es desconocida para él).
Otro aspecto importante es que se determina que Treize no fue el primer líder de OZ, siendo este, el General Catalonia, padre de Dorothy Catalonia e hijo del Duque de Dernaill, líder de la Fundación Romefeller. No obstante, Treize, es quien de hecho, sugirió su formación, así como el plan de infiltración entre las fuerzas terrestres, más a pesar de ser él quien impulsa la idea, el Duque Dermaill, prefiere a otorgarlo la dirección de la nueva entidad a su hijo, el General Catolonia, quien trata de sobrellevar a la instalación de OZ, pero careciendo del dominio y el prestigio militar para hacerlo, no es capaz de llevar a cabo a plenitud el plan, y pronto el recelo y el desprecio del ejército hacia los Specials se pone de manifiesto.
Aun así Treize, claramente desempeña una posición importante como el principal instructor de Mobille Suit y además es mantenido como miembro fundador de OZ.
Tras su valiente y extraordinaria defensa en la Colonia X-18999, Treize es ascendido a Comandante y suma numerosos reconocimientos militares a su ya impresionante carrera, alcanzando el rango de coronel poco después, todo gracias a las extraordinarias hazañas militares, políticas, diplomáticas y estratégicas que le acarrean el granjearse la imagen de ser un líder eficiente, carismático y poderoso.
Tras la muerte del General Catalonia, quien ejercía como líder de OZ, la organización está vulnerable, su posición como división del ejército de la Esfera Terrestre es frágil, debido a que no goza del prestigio militar del resto de las entidades, por lo cual el resto de las mismas desconfían y denigran de ella, siendo esto resultado, en gran medida, debido a la incapacidad del propio General Catalonia para cimentarla durante su breve mandato.
Así, habiendo obtenido una inmensa red de méritos políticos y militares, con una impresionante e impecable carrera, y con el respaldo de la gran mayoría de los miembros de la Fundación Romefeller, su posición de carismático líder admirado por todos los demás miembros de OZ y del ejército terrestre en general, su estatus como miembro fundador (siendo él quien tuvo originalmente la idea de crear OZ e infiltrarla en la Fuerzas Terrestre), así como el hecho de ser el oficial más respetado y admirado también por todos los altísimos líderes de las Fuerzas de la Esfera Terrestre, hacen que su candidatura para obtener el cargo de líder de OZ, no solo deba ser barajada entre las principales opciones por Dermaill, sino que de hecho está claro que es él la única opción viable para garantizar la estabilidad de OZ.
Treize obtiene el cargo, casi por imposición, sabiendo que era necesario, no duda en aumentar su poder sobre Romefeller y en hacerla a esta cada vez más dependiente de él. Treize, pasa a conseguir que el grado de la División Specials sea elevado al entidad independiente, al extenderlo, profesionalizarlo e instalarlo en todas las bases espaciales y terrestres, así como al convertir a las Fuerzas de la Esfera Terrestre en dependiente de la nueva entidad (granjeándolo el respeto máximo, pasando a convertir a la entidad en una orden militar de élite). Esta elevación le vale el alcanzar el rango de Comandante en Jefe, en su desempeño como líder de OZ, además de volverse miembro de la Alta Junta de la Alianza de la Esfera Terrestre y obteniendo el permiso pleno de actuación, convirtiéndose los Specials (OZ disfrazado) en un ente independiente.
Treize, instaura así un auténtico régimen militarista y siembra un cesarismo extremo alrededor de su figura convirtiéndose en la base moral, ética y de gobierno de OZ, Romefeller y de la gran mayoría de los soldados del Ejército de la Esfera Terrestre.

### El Comienzo
Treize es presentado al inicio de la serie como el aristócrata fundador de OZ, ejerciendo como líder y coronel en la misma organización, la cual se oculta como una división especial de las fuerzas de la Alianza denominadas como los Specials, Khushrenada es además miembro de dos entidades más, una es la Alianza de la Esfera Terrestre y la otra es la Fundación Romefeller.
Su papel como el mejor amigo de Zechs Merquise es pronto establecido, y se revela como uno de los pocos personajes, junto con Noin, que ya conoce la verdadera identidad de Zechs como Milliardo Peacecraft.
Treize desprecia a la Alianza de la Esfera Terrestre, mostrando siempre una actitud orgullosa y petulante ante la misma durante el comienzo de la serie al punto de que poco después de llegar los Gundams, comentar a Zechs que "si OZ hubiese existido bajo su mandato anteriormente esto nunca hubiera sucedido".
Treize pondrá en marcha los primeros pasos de sus planes para dominar la tierra, al ordenarle a su mano derecha, la Coronel Lady Une, que asesine al Viceministro de Relaciones Exteriores Darlian, quien había estado usando su posición para presionar por la paz con las colonias.

### El Golpe de Estado
Cuando la Alianza de la Esfera Terrestre, se reúne para establecer una serie de negociaciones de paz, encabezada por la Alianza CINC y su líder el Mariscal Noventa, Treize aprovecha la aparición de los Gundams para promover fugas de información que sugieran que se trata de un consejo de guerra del alto mando militar de OZ, consciente de que así los Gundams atacarían a la base donde se desarrollaba la reunión. Treize asiste a la reunión con Lady Une y en cuanto los Gundams inician el ataque, Treize inmediatamente interrumpe la reunión para evacuar a los miembros de la ALianza, ofreciéndoles una nave de OZ para escapar, consciente de que los Gundams la destruirían creyendo que en ésta iba el alto mando de OZ y convence al General Septum para que se vaya con él en su nave personal.
Tal cual como lo había predicho, el transporte donde van los miembros de la alianza es destruido por el piloto Heero Yuy y su Gundam y en ese instante Treize convence al general Septum para que de una declaración vía televisión en donde confirme la caída de la Alianza de la Esfera Terrestre, tras lo cual Lady Une lo arroja fuera de la nave y le dispara para eliminar toda evidencia. Simultáneamente, Treize da la orden a Zechs Merquise para que inicie el golpe de estado militar contra las diferentes bases de la Alianza, las cuales son rápidamente tomadas por los soldados de OZ, organización que se convierte en la entidad reinante sobre toda la tierra y el espacio, mientras que Treize afianza su posición como su Comandante en Jefe y Líder.
Mientras que él escapa en su barco es atacado por Wufei, quien se haya molesto por la forma en que los Gundams fueron manipulados por él. Wufei desmonta su Gundam e inicia una batalla de espadas contra Treize, quien a pesar de enfrentarse a un oponente tremendamente habilidoso, consigue la victoria fácilmente, sin embargo decide dejarlo vivo.
Respaldado por la Fundación Romefeller, Treize Khushrenada se convierte en una especie de Dictador que pasa a dirigir la Tierra. Tras esto Treize planea la eliminación definitiva de los Gundams, tarea que la Coronel Lady Une lleva a cabo al tenderles una trampa en Siberia, donde de hecho Heero casi muere tras que el Doctor J, se rindiera y ordenara a Heero destruir su Gundam, en vista de que OZ amenazó con disparar misiles a las colonias sino cedían. Luego de esto los Gundams deciden huir al espacio en vista de que su misión en la Tierra a fracasado.

### La Dictadura de Treize

#### Política Exterior
Tras obtener el dominio de la Tierra, Treize asigna a Lady Une para que lleve a cabo el proceso de negociaciones en el espacio, consiguiendo que OZ controle al mismo, al brindarles a las colonias todo su apoyo.
No obstante, su política de paz no le evitará desplegar diversos puntos e instalaciones militares a lo largo de todo el espacio, para crear un sistema de control militar y de seguridad sobre toda la galaxia, tan eficiente como mortífero, el cual de paso es aprobado por las propias colonias, como método de protección y defensa.

#### Política interna
Al mismo tiempo Treize mantiene una política eficiente y firme respecto al orden interno de la Tierra, desplegando todos sus ejércitos sobre la misma, para acabar con cualquier insurrección o intento de rebeldía a su régimen, sofocando y tomando el control de todos los cuarteles y bases militares del planeta, consolidando a OZ, al absorber todos los cuerpos militares en ella y liquidando toda muestra de desacato al nuevo gobierno, creando así un sistema de dominación global, colocando a todos los países del planeta bajo sus órdenes.
China, será el país que más resista, al proclamarse independiente tras el golpe de OZ, pero a pesar de los esfuerzos de sus fuerzas militares, los conflictos internos con los rebeldes tanto a su gobierno como a OZ, así como la continua fortificación de esta última, llevan al gobierno Chino al desplomarse y eventualmente OZ y ROmefeller pasan a controlar el país y lo incorporan a su proyecto de dominación mundial.

#### Política militarista
El aspecto más importante o por lo menos el más resaltante de su gobierno dictatorial es indudablemente un militarismo generalizado, creando un aparato de producción de armamentos, equipamiento, investigación y desarrollo tecnológico extraordinario y eficiente, además de consolida el ejército de mayor extensión en la galaxia, con centenas de bases, millones de activos y reclutas, así como dedicando una gran parte de las políticas económicas y productivas al desarrollo, investigación y producción masiva de elementos militares.

#### Política económica
Es bastante evidente que las acciones de Treize, no desfavorecen de ninguna manera la economía, esta continúa su crecimiento en la tierra y por el contrario la normalización y apertura a plenitud de relaciones con las colonias implica un aumento del comercio y el intercambio productivo, motivo por el cual, más bien la economía se fortalece y se acrecienta, de hecho a lo largo de toda la serie se aprecia que los únicos problemas que Treize experimenta en su dictadura corresponden tan solo a cuestiones militares, mientras que por el contrario en lo que economía concierne se aprecia una inmensa prosperidad en todos los ámbitos de la vida civil.

#### Conflictos internos
A medida que la serie avanza Treize va llegando al punto máximo de su poder como Dictador de la Tierra, pero aun así sigue siendo un agente de la Fundación Romefeller, a cuyo líder el Duque de Dermaill, él debe rendir cuentas y con quien su relación es de roca, en el mejor de los casos.
Treize demuestra estar en oposición al Ingeniero en Jefe de la Fundación Romefeller, Tsubarov y su Mobille Doll, una máquina que no necesita ser pilotada por humanos para su funcionamiento, idea que apoya Dermaill y que Traize rechaza dado que el ama a la gente con la misma fuerza que a la tierra y porque considera que esa idea le quitaría el sentido a lo bello y lo triste de las guerras, incluso yendo tan lejos como para sabotear una demostración de sus habilidades al confrontar directamente a tres Mobille Dolls y derrotarlos usando solamente un modelo de Leo. Esta es la primera vez que vemos a Treize pilotando a un Mobille Suit y proporciona un criterio eficaz para medir su habilidad, al acabar con todos los Mobille Dolls.
También es obligado a pasar cada vez más tiempo cubriendo diversas indiscreciones de Zechs, que incluyen la reconstrucción del Gundam de Heero e involucrarse en una venganza personal contra el mismo. Cuando Zechs es finalmente arrestado y se le ordena acudir a una corte marcial, Treize le ayuda a fingir su muerte y escapar al espacio. Lady Une para el momento ha desarrollado una doble personalidad debido a su amor por Treize, siendo una la despiadada Coronel Une y la otra Lady Une la embajadora de paz de OZ.
Finalmente su oposición a los Mobille Dolls lo lleva a renunciar a la Fundación Romefeller y a su puesto como dictador, acto ante lo cual la Fundación lo pone bajo arresto domiciliario en la base de la Fundación, un castillo en Luxemburgo, esto debido a que la Fundación considera que sus servicios han sido demasiado distinguidos como para ordenar un arresto formal.
Simultáneamente Tsubarov le dispara a Lady Une en la Base Lunar, quien respalda a Treize y ha estado teniendo diferencias con el ingeniero.

### Arresto domiciliario
El ex tirano pasa gran parte de la segunda mitad de la serie bajo arresto domiciliario en Luxemburgo, reflexionando sobre los horrores de la guerra y comprendiendo sus sentimientos hacia Lady Une, sin embargo Treize está lejos de haber terminado con sus planes. Un grupo de rebeldes entre los miembros de OZ, se autoproclama como "La Tropa Treize", alegando defender al antiguo dictador y ocasionando problemas en todo el mundo para Romefeller, mientras que Treize pacientemente continúa esperando para tomar las riendas del gobierno una vez más.

### El retorno al poder
Finalmente es visitado por Heero Yuy, los dos hablan sobre el significado de la guerra, entonces Heero recibe al Epyon de mano de Treize, un Mobille Suit que él mismo ha diseñado y que finalmente termina en las manos de Zechs, quien se alía a Quinze y la Organización Colmillo Blanco para comenzar una rebelión colonial contra la Tierra. Cuando Dermail vuela al espacio para enfrentarlos es destruido, lo que facilita el regreso al poder Treize.
Tras la muerte de Dermaill, Romefeller está desvalido, dado que ellos habían nombrado a Relena como su Representante en Jefe y Reina de la recién formada Nación Mundial, no cuentan con un líder capacitado para vencer a Colmillo Blanco liderado por Milliardo Peacecraft, hermano de Relena, dado que esta última no está dispuesta a usar la fuerza para enfrentar a su hermano. En consecuencia el escenario es perfecto para que Treize vuelva a la palestra.
Treize Khushrenada sale de Luxemburgo y llega a la sede de Romefeller, donde esta vez presiona a los miembros de la fundación para que lo nombren Representante en Jefe y Líder de Romefeller, asumiendo esta vez el poder de forma absoluta al también continuar siendo el Comandante en Jefe y líder de OZ.

### La Última Batalla, el final de Treize
Treize no pierde el tiempo y organiza una poderosa ofensiva, al reunir en el satélite NO2 a todas las fuerzas militares del mundo, para así destruir a Colmillo Blanco. Treize decide comandar personalmente a sus fuerzas, usando al II Talgueese que él mismo ha modificado y mejorado.
Treize inicialmente propone a Milliardo un duelo para decidir el destino de la Tierra, pero este se niega y ordena que disparen el cañón de la base espacial Libra (base espacial poseedora de una mega arma que está bajo el control de Colmillo Blanco) al dictador para eliminarlo, pero este es salvado por Lady Une, quien había sido transportada a la Tierra tras haber sido herida por Tsuvarób, y luego de recibir una visita de Treize, se recupera del estado de coma en el que se encontraba, solo para ir a salvar a su señor. Tras esto Treize ordena que inicien el ataque contra Libra.
Treize en medio de la batalla sostiene un duelo con Wufei, esta vez usando Mobille Suits, durante el cual él demuestra ser un piloto excelente. Es en esta ocasión que Wufei le reprocha el que él sea responsable de tantas muertes y se sorprende al saber que Treize está más que consciente de ello y que de hecho se siente culpable por todas las muertes que ha causado. Tras esta declaración, Treize se abalanza sobre el Altron de Wufei y le permite a este último atravesarlo con su tridente, tras lo cual el II Talgueese explota poniéndole fin al gran líder terrestre.
Está confirmado que Treize en efecto permitió a Wufei destruirlo, debido a la temeridad inusitada del ataque final de Treize hacia el mismo, este hecho causó que sea generalmente aceptado que el dictador permitió a Wufei matarlo. Esto ha provocado especulaciones de que la verdadera meta de Treize no era gobernar al mundo, sino poner fin a la guerra por demolición de los grandes ejércitos de todo el mundo y el espacio, lo que demuestra la brutalidad de guerra a un mundo que no había visto la miseria en años y además da garantía de la muerte de todos los señores de la guerra, incluido él mismo.

## Ideología
Las tendencias ideológicas de Treize Khushrenada son ciertamente claves para comprender a este personaje. Se trata de alguien con todas las características que se pueden buscar en un líder: elocuencia, astucia, inteligencia, habilidad, estrategia, experiencia, etc. Todo esto es en parte razón de la lealtad que le tienen sus subordinados, los cuales le profesan respeto y admiración. Esta imagen, al ser unida con su inicial amor hacia el dominio y la guerra, son rasgos propios de una persona de corte similar al de un conquistador o emperador, que raya, inclusive, en el estilo del Cesarismo, es decir en la devoción total a un líder, muestra de ello es la propia OZ, cuyos propósitos son cumplir su voluntad.
Esta idea acerca de él se refleja a cabalidad cuando es puesto bajo arresto domiciliario, momento en el cual OZ se divide en dos facciones una es la "Tropa Treize", que es la que lo respalda a él (y la cual agrupa a la gran mayoría de los miembros de OZ, ejemplo de ello es que durante el tiempo de su arresto la OZ de la Fundación Romefeller usó mayoritariamente máquinas) y la otra la sirve a la Fundación Romefeller.
Así, Treize Khushrenada, con su estilo imperial, porte aristocrático, ambición desmedida y dominación, se nos presenta como una imagen que recuerda a aquellos grandes líderes en la historia, como Bismarck, Napoleón I y Napoleón III, por lo cual se deduce su claro basamento en este tipo de perfil, semidivino, de poderío absoluto, que aparece reflejado en todo su esplendor en todo en el transcurso de la serie.
En paralelo con esta mitificada imagen de Treize, están sus creencias personales, destacando un gusto y fascinación por la guerra. Indudablemente, aquí se halla presente otro rasgo, el Darwinismo Social, pues Treize mantiene que la guerra es una competencia donde el mejor supera y vence a los demás. Este ideal, propio de la élite aristocrática, con Treize se posiciona como esencial, pues su amor por la guerra viene precisamente de la exposición del hombre a las dificultades y, como este, capaz de superarlas.
Su oposición al proyecto de Mobille Dolls, provenía precisamente de este ideal respecto a los conflictos militares, pues Treize vislumbraba que la Fundación Romefeller planeaba convertir a su tan fascinante ideal de competencia y superación, la guerra, en algo automatizado, sin esencia, se vería transformado en un simple juego sin sentido ni espíritu, condenando entonces a los militares a la mediocridad, pues la guerra saca de los mismos la excelencia.
No obstante, su afán por la guerra, cambia con el paso de la serie, pues ya para la segunda mitad de la misma, tras su arresto, Treize aparece cambiado, con un nuevo enfoque. Al reflexionar sobre lo desastroso de las guerras, él mismo termina creando el escenario para el fin de todos los armamentos militares de la tierra y el espacio, durante la confrontación con la Organización Colmillo Blanco.

## Vals sin fin
Pocos años después de la muerte de Treize, su hija ilegítima, Mariemaia encabezó una rebelión para tomar el control de la esfera terrestre. Ella creía que estaba siguiendo los ideales de su padre, pero estaba siendo manipulada por su abuelo Dekim Barton, para lograr el control de la Tierra.
Al final, Lady Une decepcionada por ver como los ideales de su adorado Treize eran tergiversados por su hija, la abofetea para hacerla entrar en razón, es entonces cuando Dekim Barton, amenaza la vida de Relena, al querer dispararle, pero Mariemaia se interpuso y salió herida por la bala, ante esto Dekim proclama que ella es solo un instrumento y que puede conseguir a alguien que la reemplace y se dispone a disparar contra Relena, pero uno de los soldados del ejército de Mariemaia le dispara a Dekim y clama perdón al mismísimo Treize por haberlo decepcionado al creer en Dekim Barton.
Esto demuestra cuan fuerte y arraigado es el legado del propio Treize, pues los soldados del Ejército de Mariemaia, al provenir de la extinta OZ (enlace roto disponible en Internet Archive; véase el historial, la primera versión y la última)., mantiene su lealtad a su antiguo líder y defiende a su hija.

## Relaciones con otros Personajes
Wufei
A pesar de que solo aparecen juntos dos veces durante la serie, Treize cree que Wufei es una de las pocas personas que pueden entenderlo y por lo tanto se abstiene de matarlo en su primera reunión. Es comúnmente aceptado que Treize permitió a Wufei derrotarlo porque él quería morir a manos de alguien a quien respetara.
Organización del Zodiaco
Zechs Merquise
Treize considera a Zechs su mejor amigo, incluso después de que se han convertido en enemigos mortales. Ellos trabajan bien juntos, y comparten su desprecio por la antigua Alianza. Cuando Treize ha ordenado Une asesinar al padre de Relena, el Vice Ministro de Relaciones Exteriores, él le dice que tenga cuidado de no lastimar a Relena, debido a que Zechs se lo pidió, dado que es su hermana.
Lady Une
Como muchas otras cosas acerca de él, la relación de Treize con su ayudante Lady Une, es complicada. Desde el comienzo de la serie, está claro que ella está enamorada de él. Treize sin embargo, parece que la ve como poco más que una herramienta, con su personalidad sádica para cometer asesinatos mientras mantiene sus manos limpias. Más tarde, durante el mandato de Lady Une como Embajadora colonial, cuando su personalidad más sana se hace cargo y se pronuncia en favor de los Mobile Suits, Treize empieza realmente a percibirla como una amenaza.  Une, al igual que tantos otros, parece ser solo otro de los peones del tirano; Sin embargo,  cuando Une recibe un disparo de Tsubarov, Treize se horroriza. Luego es visto mirando las imágenes de sus dos personalidades, sorprendido por la profundidad de su dolor, confiesa que él pudo haber estado "un poco enamorado de ella todo el tiempo." Antes de partir hacia lo que sabe será su última batalla,  Treize le deposita unas rosas junto a su cama y le confiesa su amor a la mujer inconsciente, en uno de los pocos momentos de la serie genuinamente románticos. Después de la muerte de Treize, durante los OVAs de la serie, Lady Une es vista cuidando de la hija de su antiguo superior, Marimaia.

## Curiosidades
- Su nombre en francés significa "trece", un número de mala suerte, tradicionalmente esto puede ser una intención de aludir a su papel como el villano de la historia además de ser una característica de varios personajes de la serie sirva de ejemplo, "Milliardo" (Millardo), Duo (Dos), Quatre (Cuatro), entre otros, siendo todos estos nombres, de hecho, números, en diferentes idiomas.

- Su ideología es una síntesis entre Darwinismo Social, la Meritocracia y el Cesarismo, pero curiosamente (a pesar de su condición de noble) es opuesto al concepto de élites, algo denotado en su confrontación con los miembros de Romefeller.

- A pesar de no ser el primer líder de la Organización del Zodiaco, en la serie queda establecido que si es el más icónico, poderoso y relevante, dada la consumada lealtad de sus subordinados y el vasto poder e influencia que tiende a ejercer, a la hora de tomar decisiones, por parte de Romefeller, e inclusive de la Alianza de la Esfera Terrestre.